# Kim Min-jung (łyżwiarka)
Kim Min-jung (ur. 20 marca 1985 – koreańska łyżwiarka szybka specjalizująca się w short tracku. Złota medalistka Mistrzostw Świata i Zimowej Uniwersjady.

## Kariera
Pierwszy indywidualny medal Mistrzostw Świata zdobyła podczas Mistrzostw Świata 2009 w Wiedniu, gdzie na dystansie 1500 m o 0.503 pokonała Chinkę Zhou Yang.
Podczas Zimowych Igrzysk w Vancouver Kim weszła w skład koreańskiej sztafety na dystansie 3000 m. Koreanki do mety dojechały jako pierwsze, jednak zostały zdyskwalifikowane za przepychankę, do której doszło pomiędzy Kim a Chinką Sun Linlin.